# Keeanu Benton
Keeanu Benton (Janesville, 17 luglio 2001) è un giocatore di football americano statunitense che milita nel ruolo di nose tackle per i Pittsburgh Steelers della National Football League (NFL).

## Carriera universitaria
Benton disputò 13 partite, di cui 6 come titolare, nella sua prima stagione a Wisconsin, mettendo a segno 12 tackle, di cui 4 con perdita di yard, e 2 sack. Nella seconda stagione disputò 7 partite, tutte come titolare. Nel 2021 fu inserito nella seconda formazione ideale della Big Ten Conference dopo avere terminato con 25 tackle, 5 con perdita di yard, 2,5 sack e 2 fumble forzati. Nel 2022 ebbe 36 tackle e 4,5 sack, venendo inserito nella terza formazione ideale della Big Ten.

## Carriera professionistica
Benton fu scelto nel corso del secondo giro (49ª scelta assoluta) del Draft NFL 2023 dai Pittsburgh Steelers. Debuttò come professionista subentrando nella gara del primo turno contro i San Francisco 49ers mettendo a segno 3 tackle. La sua prima stagione si chiuse con 46 tackle, un sack e 2 fumble forzati disputando tutte le 17 partite, di cui 9 come titolare.